# Геодезичний енциклопедичний словник
Геодезичний енциклопедичний словник — перше в Україні енциклопедичне видання в галузі геодезії. Виданий 2001 року за редакцією Володимира Літинського. Назви статей також подано російською, англійською та німецькою мовами.
Словник містить майже 3800 статей з топографії, вищої геодезії, геодезичної астрономії, космічної геодезії, планетодезії, фізичної геодезії, інженерної геодезії, геодезичної гравіметрії, морської геодезії, картографії, аерофотознімання, фотограмметрії, геодезичного, фотограмметричного та аерознімального приладобудування, кадастру, теорії математичного опрацювання результатів геодезичних вимірювань.
Авторський колектив: П. І. Баран, А. Л. Бондар, Х. В. Бурштинська, Б. І. Волосецький, І. М. Ґудз, П. Д. Двуліт, Ю. П. Дейнека, О. Л. Дорожинський, А. Т. Дульцев, Ф. Д. Заблоцький, П. М. Зазуляк, І. Н. Кметко, Я. М. Костецька, В. О. Літинський, Г. О. Мещеряков, П. В. Павлів, М. І. Русин, С. Г. Савчук, І. С. Тревого, Л. С. Хижак, А. Л. Церклевич.